# Lisa Henson
Lisa Marie Henson (nascuda el 9 de maig de 1960) és una productora de televisió i cinema estatunidenca que ha participat en programes de televisió com ara Sid the Science Kid. És la CEO de The Jim Henson Company, fundada pels seus pares Jim i Jane Henson.

## Primers de la vida
Henson va néixer al Comtat de Westchester (Nova York), filla gran dels titellaires Jane (née Nebel; 1934–2013) i Jim Henson (1936–1990). Té quatre germans més petits: Cheryl (nascut el 1961), Brian (nascut el 1963), John (1965–2014) i Heather Henson (nascuda el 1970).

## Carrera
Henson és el director general de The Jim Henson Company.
A més del seu treball directe a la televisió i al cinema, ha estat presidenta de producció de Columbia Pictures i executiva de Warner Brothers. És llicenciada a la Unversitat de Harvard, on es va especialitzar en folklore i mitologia i va ser la primera dona presidenta de la Harvard Lampoon. També ha servit a la Harvard Board of Overseers.

## Filmografia
| Any  | Títol                                                     | Peper        |
| ---- | --------------------------------------------------------- | ------------ |
| 1965 | Run, Run                                                  | Noia         |
| 2005 | Because of the Wonderful Things It Does: The Legacy of Oz | Ella mateixa |
| 2006 | The Making of MirrorMask                                  | Ella mateixa |

### Televisió
| Any       | Títol                                | Paper              | Notes        |
| --------- | ------------------------------------ | ------------------ | ------------ |
| 2004      | Kingdom Hospital                     | Productor          | 11 episodis  |
| 2006      | Laugh Pad                            | productor executiu | Pilot fallit |
| 2006      | Late Night Buffet with Augie and Del | productor executiu | Pilot fallit |
| 2007      | The Skrumps                          | productor executiu | 9 episodis   |
| 2008      | Frances                              | productor executiu | 6 episodis   |
| 2008–2013 | Sid the Science Kid                  | productor executiu | 68 episodis  |
| 2009–2020 | Dinosaur Train                       | productor executiu | 89 episodis  |
| 2010–2011 | Me and My Monsters                   | productor executiu | 26 episodis  |
| 2010      | Jim Henson's Pajanimals              | productor executiu | 11 episodis  |
| 2012–2013 | Doozers                              | productor executiu | 52 episodis  |
| 2013      | Teeny Tiny Dogs                      | productor executiu | Pilot fallit |
| 2013–2014 | Good Morning Today                   | productor executiu | 20 episodis  |
| 2013–2016 | No, You Shut Up!                     | productor executiu | 58 episodis  |
| 2014      | Jim Henson's Creature Shop Challenge | productor executiu | 8 episodis   |
| 2015      | Lily the Unicorn                     | productor executiu | Pilot fallit |
| 2015      | Good Morning America                 | Ella mateixa       | 1 episodi    |
| 2016–2017 | Word Party                           | Productor executiu | 14 episodis  |
| 2016–2018 | Splash and Bubbles                   | Productor executiu |              |
| 2016      | Dot.                                 | Productor executiu |              |
| 2017      | Julie's Greenroom                    | Productor executiu |              |
| 2019      | The Dark Crystal: Age of Resistance  | Productor executiu | 10 episodis  |
| 2021–2023 | Harriet the Spy                      | Productor executiu | 20 episodis  |

### Cinema
| Any  | Títol                                                       | Paper                             | Notes           |
| ---- | ----------------------------------------------------------- | --------------------------------- | --------------- |
| 1998 | Zero Effect                                                 | Productor                         |                 |
| 2000 | Ivans Xtc                                                   | Margaret Mead, Productor executiu |                 |
| 2000 | El pes de l'aigua                                           | Productor executiu                |                 |
| 2002 | High Crimes                                                 | Productor executiu                |                 |
| 2003 | Good Boy!                                                   | Productor                         |                 |
| 2004 | Five Children and It                                        | Productor                         |                 |
| 2005 | MirrorMask                                                  | Productor executiu                |                 |
| 2005 | The Muppets' Wizard of Oz                                   | Productor executiu                | Telefilm        |
| 2008 | Unstable Fables: 3 Pigs and a Baby                          | Productor                         | direct-to-video |
| 2008 | The Kreutzer Sonata                                         | Productor executiu                |                 |
| 2008 | Unstable Fables: Tortoise vs. Hare                          | Productor                         | direct-to-video |
| 2008 | Unstable Fables: The Goldilocks and the 3 Bears Show        | Productor                         | direct-to-video |
| 2012 | Sid the Science Kid: The Movie                              | Productor executiu                | Telefilm        |
| 2014 | Alexander and the Terrible, Horrible, No Good, Very Bad Day | Productor                         |                 |
| 2015 | Turkey Hollow                                               | Productor executiu                | Telefilm        |
| 2017 | The Star                                                    | Productor executiu                |                 |
| 2018 | The Happytime Murders                                       | Productor executiu                |                 |
| 2022 | Pinotxo                                                     | Productor                         |                 |
| 2023 | The Portable Door                                           | Productor executiu                |                 |